# Obrium trilobatum
Obrium trilobatum es una especie de escarabajo longicornio del género Obrium, categorizada en la tribu Obriini, de la subfamilia Cerambycinae. Fue descrita por Zubarán en 2020.

## Descripción
Mide 5,64 mm de longitud.

## Distribución
Se distribuye por Argentina.